# Организација
Организација је вишезначни термин, чија употреба без познавања садржаја појмова на које се односи може довести до заблуда и неспоразума. Основна четири значења појма "организација" су:
- реални објекат, систем социјалних елемената и релација између њих - ентитет;
- скуп активности које су предузете са циљем да се успоставе такве функционалне релације између елемената објекта које ће омогућити ефикасно остваривање сврхе његовог постојања - делатност;
- резултат усклађивања односа унутар неког објекта који одражава његову структуру и динамичке особине - атрибут;
- скуп правила, законитости и метода чија употреба омогућује складно обликовање и ефикасно функционисање објеката - научна дисциплина.[1]

Организације су формалне групе људи који имају један или више заједничких циљева и располажу одређеним средствима и ресурсима. Могу бити успостављене од стране државе, приватних лица или група грађана из чега, уз различите начине финансирања, потиче подела на три сектора - јавни, приватни и цивилно друштво. У смислу циља, организације се деле на оне са циљем да креирају одређене услуге и остваре профит (фабрике, пословне компаније, корпорације...), како би остваривале одређену функцију (власт, политика, интересне групе, синдикати, партије) и на организације које за циљ имају бригу о појединцима или прихватљив и пожељан утицај на промену људи и друштвене климе и најчешће су непрофитне (НВО, школе, болнице, универзитети, затвори).
Са аспекта економије, организација је акт организовања пословних активности, и активности које су у вези са пословањем.

## Схватање организације
Поред тога што постоје различите дефиниције и одређења, организација се и различито
схвата. Теорија и пракса често имају дивергентне ставове, а и у пракси постоје контроверзе које отежавају њихово правилно схватање.
Без обзира на лојалност и различитост у схватању, теорија организације је искристализовала неколико најзначајнијих схватања организације, и то: (1) биологистичко схватање организације; (2) механистичко схватање организације; (3) практицистичко схватање организације; (4) бирократско схватање организације; (5) схватање организације као социјалног система; (6) остала схватања организације; (7) схватање организације као науке, професије и вештине; (8) интегрално схватање организације.
1. Биологистичко схватање
Биологистичко или медицинско схватање организације је настало у оквиру власничке теорије организације. Са развојем биологије и медицине, ово схватање задобија све већи број својих присталица, тако да су данас бројни термини из биологистичко-медицинских наука примењени у организацији.
Суштина биологистичког схватања се своди на изједначавање организације и организма. Бројне карактеристике организма приписују се и организацији као скупу сврсисходно повезаних органа у целину од којих сваки врши одређену функцију:
-организација као организам има свој циљ и задатак, који се даље рашчлањује на појединачне функције и подфункције;
-организација као организам има своје органе (управљачке, регулаторне, извршне, контролне) са јасно одређеним задацима и правилима функционисања;
-управљање организацијом се заснива на истим принципима на којима се управља са организмом. Оно што је мозак у организму, то је управни одбор или генерални менаџер у организацији. Утврђивање принципа функционисања и односа између централног нервног система и периферних делова организма, могуће је према овом схватању конституисати модел функционалне повезаности између менаџерске и извршне функције у организацији;
-и у организацији као и у организму може се говорити о дијагностицирању стања, терапији, хируршким резовима, хладним облогама итд. Наведени термини су до те мере одомаћени у организацији да је готово немогуће науку о организацији замислити без њих.
Биологистичко схватање своју основу налази како у интелектуалним, тако и у инстиктивним организацијама. Изучавање правила понашања инстиктивних скупина као што су: јато птица, рој мрава, рој пчела, чопор животиња итд. могу се одређена сазнања применити и на интелектуалне организације.
2. Механистичко схватање
Механистичко, као и биологистичко схватање, настало је у оквиру класичне теорије организације.
Према овом схватању, организација се посматра као механизам, сложени апарат који се састоји од бројних склопова, подсклопова, резервних делова итд.
Као што се однос између хардвера и софтвера у сложеном апарату успоставља по одређеним правилима, или однос између великог и малог зупчаника успоставља по одређеним пропорцијама, тако се и у организацији усклађују односи између делова и целине.
Менаџер у организацији по механистичком схватању је сличан мотору у сложеном апарату, који не само да напаја, већ и покреће веће, а ови мање склопове и подсклопове, стварајући резултате, односно одређене ефекте.
Присталице механистичког схватања, организацију схватају као деперсонализиран и отуђен апарат чије се предвиђање може не само стопроцентно предвидети, већ и његово функционисање поставити на најрационалнијој основи.
Као што механизам функционише без трења, грешака, слабости итд. тако и организација по механистичком схватању мора функционисати на принципу аутомата. Организацију зато треба схватати као технички систем који елиминише субјективност и која је изнад људи.
3. Практицистичко схватање
Ово схватање организације је резултат практицистичког приступа и потиче од људи који се баве операционализацијом организације.
Присталице овог схватања, организацију доживљавају као нешто практично, искуствено и опипљиво. По њима у организацији има или би требало да има мало теорије.
Теорија по практицистичком схватању је сувишна, јер привредна пракса се среће пре свега са непрестаним организовањем и реорганизовањем. Практицистичка организација се ослања на прошлост, своја искуства и искуства других.
4. Бирократско схватање
И ово, као и претходна схватања организације су резултат крутог, деперсонализираног и формалистичког приступа организацији.
Суштина бирократског посматрања организације се своди на то да је организација бирократска творевина у којој човек представља само један елемент који се мора понашати у складу са одрешеним правилима и прописима. Овде су прописане не само дужности и одговорности већ и понашања људи. Уместо да људи управљају прописима, овде прописи управљају људима, што доводи до култа прописа и бирократских ауторитета. Присталице бирократског схватања организације полазе од става да је организација рационална творевина у којој се респектују функције. Човек је увек у другом плану. Хијерархијско стратумирање је услов опстанка организације. Под тим се подразумева различит распоред власти на појединим нивоима, тако да се у врху хијерархијске пирамиде налази највише моћи и власти. Присталице бирократске организације полазе од тога да су људи по природи лењи и незаинтересовани и да се путем организације и принуде они морају принудити да раде у складу са одређеним правилима.
5. Социјално схватање
Схватање организације као социјалног система је новијег датума и резултат је све присутнијег социолошко-психолошког става у организацији. Према овом схватању, организацију чине пре свега људи и њихови међусобни односи, док се други елементи организације занемарују или стављају у други план. Под људима, подразумевамо психофизиолошка и социјална бића која имају своје потребе, жеље, мотиве, интересе и проблеме. Тежиште у социјалној организацији треба ставити на односе према људима, на придобијање људи за остварење циљева организације, на њихове формалне, али пре свега неформалне групе и дружења, на вођење људи уместо руковођења итд.
Социјално схватање организације у савременој организацији све више добија на значају и задобија све већи број присталица. Социјализација организације се све више сматра као важан чинилац у успешности пословања и често представља услов ефикасног функционисања организације.
6. Схватање организације као науке, професије и вештине
Организација је дуго времена имала карактер вештине. Оне су се стицале на бази искуства у раду и преносила са једне на другу генерацију. Ово обележје организација је задржала све до појаве машинског рада, када се указује потреба за увођење бројних наука, као што су: математика, физика, хемија, економија, психологија. Машински рад је све више захтевао бројне прорачуне, методе и технике за усклађивање ресурса. Из наведених разлога, организација све више поприма карактеристике научне дисциплине. Она се све више бави истраживањем правила, принципа и законитости у остваривању оптималних пословних резултата.
Организација као наука има свој предмет, метод и место у свету науке.
Према томе, организација је наука, али у исто време и вештина. Такав закључак се намеће сам по себи, јер је било стручњака па и научника организације који су у бизнису пропали као што је било и људи скромних знања и могућности који су били практични у постизању успеха.
7. Остала схватања организације
Поред наведених и основних схватања, организација се може схватити и на друге начине, са мањим или већим интензитетом коришћења, као што су: помодарски, догматски, формалистички итд.
Помодарско схватање организације произилази из помодарства, из одређеног тренда времена. Ово схватање не повећава успешност пословања, већ настоји да буде на »нивоу времена« у коме организација битише.
Догматско схватање организације је присутно у религијским али и привредним организацијама. Под догмом се подразумева слепо веровање у одређену појаву у којој није дозвољено преиспитивати њену ваљаност. Уместо чињеница, доказа и резултата, догматско схватање полази од догме, ауторитета и прописа.
Формалистичко схватање организације. Присталице овог схватања организације полазе од форме. За њих је битно коју и какву форму организација има, док је њена суштина у другом плану и небитна чињеница. Формализација и детаљно прописивање организације путем прописа, шема, инструкција, упутстава и осталих формалних инструментарија је главни правац акција менаџерског рада, док се њена ефикасност и ефективност ставља у други план.
8. Интегрално схватање организације
Из досадашњих излагања може се констатовати да ни једно схватање организације није свеобухватно, односно целовито и да не одражава њену стварну суштину и све њене елементе.
Организација представља интегралну и јединствену целину свих њених делова. Због тога је она и социјални, и технички систем, односно она представља целину људског и материјалног елемента. Сваки наведени елеменат има одређени значај и мора бити адекватно третиран у организацији.
Данас је интегрално схватање организације доминирајуће и њега прихватају све више и присталице других схватања. У овом схватању доминирају два елемента, и то: (1) да је организација једна интегрисана целина и (2) да је организација процес.
Интегрално схватање целине организације је карактеристично по томе што свака организација има три основне карактеристике, и то:
-свака је састављена од људи,
-свака има одређене задатке,
-свака има одређену структуру која ограничава слободу делова, да би се повећала слобода целе организације.
Друго значење организације је у томе што она чини процес организовања рада, људи и система.
Интегрално схватање организације значи да је организација и наука, професија, али и вештина. Колико има једног, другог или трећег тешко је утврдити, али је чињеница да научни приступ у организовању има примат у односу на остале приступе. Организација је и теорија и пракса. Теорија уопштава практична решења и обликује будуће организационе форме. Пракса је основни верификатор теорије. Интегрално схватање организације је по свему судећи свеобухватно, целовито и најприхватљивије. Као интегрална целина, организација је социјални и технички систем, она је и наука и вештина, као што је у исто време и теорија и пракса.